# Pipistrellus pygmaeus cyprius
Pipistrellus pygmaeus cyprius is een ondersoort van de kleine dwergvleermuis (Pipistrellus pygmaeus) die voorkomt op Cyprus. Het dier heeft een voorkeur voor de hogere, beboste delen van het eiland; het is op 425 tot 1770 (gemiddeld 1263) m hoogte gevangen. P. p. cyprius lijkt sterk op de Europese ondersoort P. p. pygmaeus, maar heeft een grotere, smallere en lagere schedel en grotere tanden. P. p. cyprius is de enige vorm uit de groep die in zijn maten de Libische P. hanaki benadert. De voorarmlengte bedraagt 28,5 tot 31,3 (gemiddeld 29,99) mm en de schedellengte 11,42 tot 12,43 (11,80) mm. Op de bovenkant van het praeputium van de penis bevindt zich een streep, bedekt met grijsbruine haren.